# Пашалімани (острів)
Пашалімани (Алоні; тур. Paşalimanı, грец. Αλώνη) — острів у Мармуровому морі біля берегів Туреччини, зі складу островів Пашалімани. Адміністративно острів належить до ілу Баликесір.
Пашалімани є крайнім східним з усієї групи, протокою Рода відокремлений від півострова Капидаги, а на заході протокою Араблар від сусіднього острова Авша.
Миси:
- на заході — Інджирлібурун
- на сході — Каба (Кабабурун), Тузла (Кацівелос)
- на півдні — Агіос-Георгіос (Коккіні-Петра)

Острів має неправильну, підковоподібну, форму, дугою на схід. На південному сході від основної частини відходить вузький мисоподібний півострів, який на кінці розширюється і представляє ніби окремий острів заввишки до 105 м. Максимальна висота острова сягає 178 м — гора Килиндаг. Є невеликі, пересихаючі влітку, водотоки. Біля північно-західного берега розташовані менші острови Коюн, Мамали та Хаджі; біля південного сходу — Єр та Пала; біля північного — Хизирреїс.
На острові присутнє населення, зосереджене у 5 невеликих поселеннях:
- Баликли — 45 осіб
- Пашалімани — 101 особа
- Пойразли — 173 особи
- Тузла — 105 осіб
- Харманли — 188 осіб